# Шапошников, Григорий Никитич
Григо́рий Ники́тич Ша́пошников (1870 — ?) — депутат Государственной думы I созыва от Курской губернии и товарищ её секретаря.

## Биография
Родился в 1870 году в крестьянской семье, жившей в слободе Велико-Михайловка Курской губернии.
В 1889 году окончил Белгородскую учительскую семинарию, где был лучшим учеником. Работал земским учителем в станице Гниловской Ростовского-на-Дону округа. В 1890 году был арестован и выслан в родную слободу под надзор полиции. Некоторое время служил делопроизводителем Троицкого волостного суда. В мае 1891 года вновь арестован, отбыл 6-месячное тюремное заключение в петербургской тюрьме «Кресты». После освобождения вновь вернулся на родину, служил там помощником волостного писаря, составлял крестьянам жалобы на земского начальника, за что и был им уволен.
Поступил в статистическое отделение Воронежской губернской земской управы. Одновременно по программе для самообразования изучал юридические науки. Допущен в качестве вольнослушателя на юридический факультет Московского университета. Одновременно служил конторщиком в типографии и работал в Румянцевском музее: с июня 1896 года — как «вольнотрудящийся при Библиотеке», позднее — как «дежурный чиновник при Читальном зале». В феврале 1899 года из Румянцевской библиотеки был отчислен.
В 1901 году участвовал с прениях по докладу Ф. А. Щербины «Бюджетная статистика» на 10-м съезд естествоиспытателей и врачей, В своём выступлении он подчеркнул необходимость разделения бюджета хозяйства и бюджета семьи, что не было проделано Ф. А. Щербиной.
Во время летних каникул подрабатывал, участвуя статистико-экономических исследованиях в разных губерниях. Весной 1901 года после обыска был отчислен из университета и осенью того же года уехал в Париж, где изучал французский язык, слушал лекции в Сорбонне. После возвращения в Россию с 1902 года начал работать помощником заведующего страховым отделом при Курской губернской земской управе. Был гласным уездного земства, членом правления Общества содействия начальному образованию в Курской губернии, членом местного юридического общества и правления Семёновской библиотеки. Был участником учредительного съезда Всероссийского Крестьянского союза (Москва, май 1905), избран в его Главный комитет. Выступал за парламентскую монархию, однопалатный парламент, уничтожение сословий, обеспечение крестьян землей.

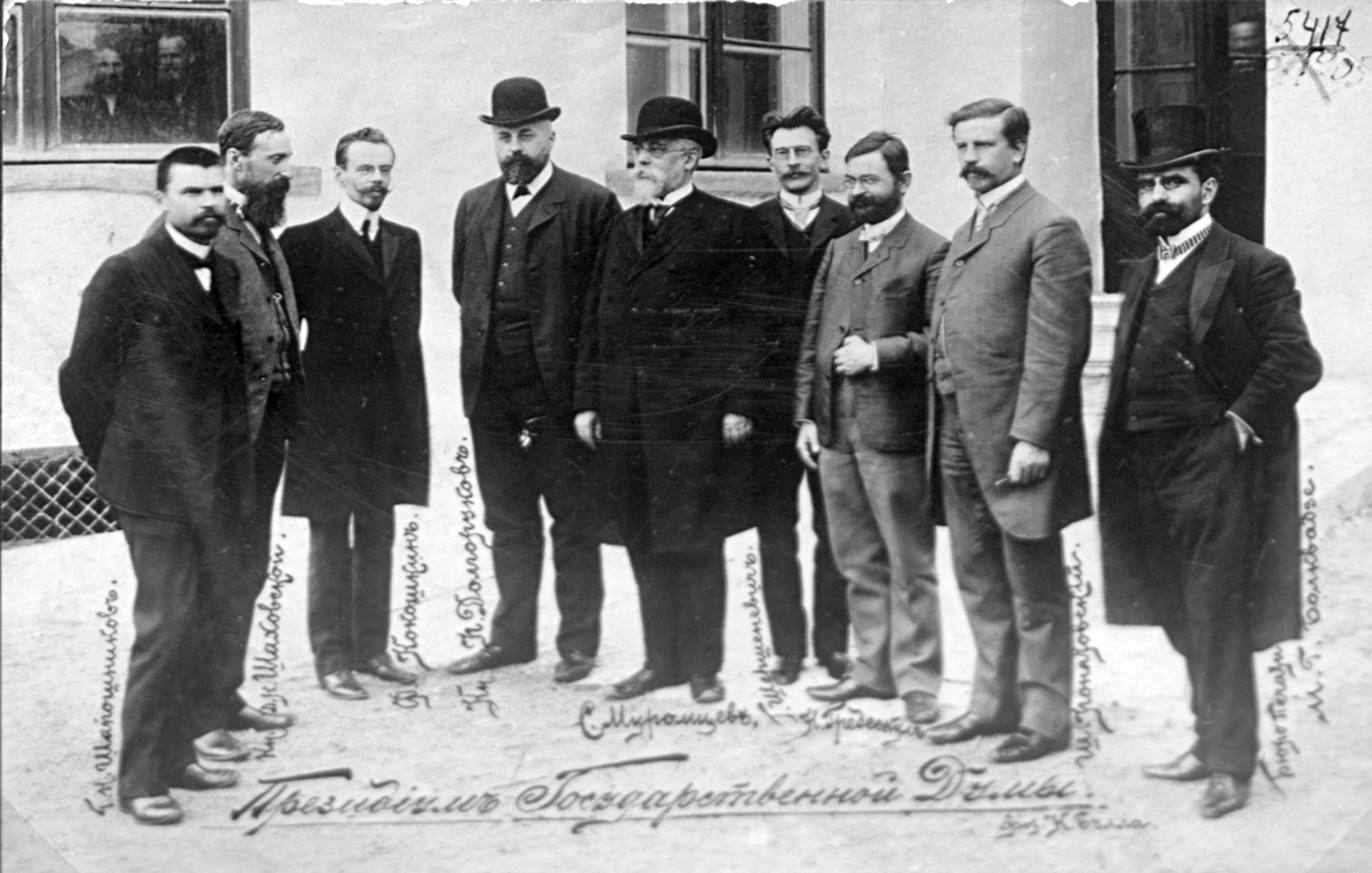
Президиум I Государственной Думы.
Слева направо: Г. Н. Шапошников (от Трудовой группы), Д. И. Шаховской, Ф. Ф. Кокошкин, П. Д. Долгоруков, С. А. Муровцев, Г. А. Шершеневич, Н. А. Гредескул, Щ. А. Понятовский (от автономистов) и председатель Бюро печати М. Г. Болквадзе.

26 марта 1906 года был избран в Государственную думу I созыва от съезда уполномоченных от волостей. Ко времени избрания в Думу по своим политическим убеждениям Г. Н. Шапошников стоял левее кадетской партии. Его программа — «Вся земля трудящимся на ней». Входил в Трудовую группу, был членом её Временного комитета; избран товарищем секретаря Государственной Думы 385 голосами из 436. Был членом комиссии для составления проекта всеподданнейшего адреса, аграрной и финансовой комиссий. Подписал законопроект «О гражданском равенстве». Выступил в ходе прений о политической амнистии, по аграрному вопросу. Во время его работы в Думе жители его родной деревни Великомихайловки получали из Петербурга анонимные письма, где Шапошникова называли «врагом Царя, крамольником, безбожником». По мнению газеты «Речь» эти письма были делом центральной черносотенной организации.
10 июля 1906 года в Выборге подписал «Выборгское воззвание» и 26 августа был арестован. На следующий день после ареста уволен со службы в губернском земстве. Вплоть до 15 ноября находился на строгом режиме, вначале были запрещены в том числе и свидания с женой. Выслан из Курской губернии с запрещением жить в пяти смежных с ней губерниях. Поддерживал своё существование случайной работой по статистике; 18 декабря 1907 года был осуждён по ст. 129, ч. 1, п. п. 51 и 3 Уголовного Уложения по делу о «Выборгском воззвании», приговорён к 3 месяцам тюрьмы и лишён права быть избранным. В апреле 1911 года оставался высланным из родной губернии.
Во время Столыпинских реформ, возможно, участвовал в экспедиции по обследованию казахского землепользования и Тургайско-Уральской переселенческой организации
Дальнейшая судьба неизвестна.

## Сочинения
- Текущая сельскохозяйственная статистика Курского губернского земства. Кн. 1. Курск: Типография Курского губ. земства 1905. (соавтор)